# Fishburn
Fishburn är en ort och civil parish i Storbritannien.   Den ligger i kommunen Durham i riksdelen England, i den centrala delen av landet, 400 km norr om huvudstaden London. Fishburn ligger 118 meter över havet och antalet invånare är 2 509.
Terrängen runt Fishburn är platt. Runt Fishburn är det tätbefolkat, med 735 invånare per kvadratkilometer. Närmaste större samhälle är Middlesbrough, 17,5 km sydost om Fishburn. Trakten runt Fishburn består i huvudsak av gräsmarker.